# Hälltjärnen (Revsunds socken, Jämtland, 697715-147965)
Hälltjärnen är en sjö i Bräcke kommun i Jämtland och ingår i Ljungans huvudavrinningsområde. Sjön har en area på 0,0586 kvadratkilometer och ligger 286,4 meter över havet.

## Delavrinningsområde
Hälltjärnen ingår i det delavrinningsområde (697681-148116) som SMHI kallar för Mynnar i Grötingen. Medelhöjden är 323 meter över havet och ytan är 18,81 kvadratkilometer. Räknas de 5 avrinningsområdena uppströms in blir den ackumulerade arean 55,43 kvadratkilometer. Binnån som avvattnar avrinningsområdet har biflödesordning 3, vilket innebär att vattnet flödar genom totalt 3 vattendrag innan det når havet efter 176 kilometer. Avrinningsområdet består mestadels av skog (81 procent) och sankmarker (10 procent). Avrinningsområdet har 0,1 kvadratkilometer vattenytor vilket ger det en sjöprocent på 0,5 procent.